# Litoria phyllochroa
Litoria phyllochroa es una especie de anfibio anuro endémica del este de Australia. Mide alrededor 40 mm de longitud. Habita desde arroyos y selvas hasta bosques esclerófilos.  También puede vivir en pueblos y ciudades.
La hembra pone sus huevos en plantas debajo del agua.  Los renacuajos crecen a ranas después de 12 semanas.
Esta rana es verde oliva en color con una raya amarillo por cada lado de su cuerpo.  Esta rana puede cambiar el color de su piel, de verde a casi negra en color para camuflarse.
Los científicos solían pensar que Litoria nudidigita parte de esta especie. Más tarde, decidieron que eran dos especies diferentes porque tienen diferentes llamadas de apareamiento y viven en distintos lugares.